# SimCity 64
SimCity 64 – gra komputerowa wydana 23 lutego 2000 roku wyłącznie w Japonii na konsolę Nintendo 64. SimCity 64 ma grafikę bardzo podobną do SimCity 2000. Projektantem SimCity 64 jest studio HAL Laboratory.
Zadaniem gracza jest budowa miasta i zarządzanie nim. Gracz musi dbać o finanse, modernizację oraz ochronę mieszkańców przed zagrożeniami naturalnymi oraz przestępstwami.